# Cercopis signifera
Cercopis signifera är en insektsart som först beskrevs av Victor Lallemand 1938.  Cercopis signifera ingår i släktet Cercopis och familjen spottstritar. Inga underarter finns listade i Catalogue of Life.